# Jean-Marc Bournigal
Jean-Marc Bournigal, docteur de l'École nationale vétérinaire de Toulouse et de l'École nationale des services vétérinaires, est depuis mars 2012 le président exécutif de l'institut national de recherche en sciences et technologies pour l'environnement et l'agriculture (anciennement appelé CEMAGREF jusqu'en février 2012).
Spécialiste en santé publique et agriculture, haut fonctionnaire du ministère de l’Agriculture, ancien directeur de cabinet du ministre Bruno Le Maire, Jean-Marc Bournigal a contribué à la rédaction de plusieurs rapports récents sur l’innovation et le numérique en agriculture.

## Biographie

### Formation
Jean-Marc Bournigal est né à Saint-Denis (Seine Saint-Denis). Il suit sa formation vétérinaire à Toulouse, à l'École nationale vétérinaire et à l'École nationale des services vétérinaires,. Il obtiendra un doctorat.

### Carrière publique
(août 2016).
Jean-Marc Bournigal a fait toute sa carrière dans l'administration et notamment au ministère de l’Agriculture jusqu’à sa nomination à la présidence d’Irstea.
Commençant sa carrière dans les services vétérinaires, il intègre le ministère de l'Alimentation, de l'Agriculture et de la Pêche en janvier 1990. Conseiller technique du ministre de l'Agriculture, Philippe Vasseur, de 1995 à 1997, il participe à la gestion de la crise de la vache folle. Il dirige ensuite la Mission de coordination sanitaire internationale (1997-99) avant de devenir conseiller agricole à l'Ambassade de France à Rome puis Délégué pour les affaires agricoles, porte-parole au Comité spécial de l'agriculture, à la représentation permanente de la France auprès de l'Union européenne à Bruxelles de juin 2002 à avril 2006. En 2006, il est nommé inspecteur en chef de la santé publique vétérinaire.
Jean-Marc Bournigal dirige ensuite deux importantes directions du ministère, la direction générale de l’Alimentation (DGAL) de 2006 à 2009 sous le ministère de Dominique Bussereau, puis la direction générale des Politiques agricole, agroalimentaire et des Territoires au ministère de l'Agriculture (DGAPT), de 2009 à 2010 lorsque Bruno Le Maire est ministre. Il sera son directeur de cabinet d’octobre 2010 à mars 2012.

### Présidence d'Irstea
Il est nommé président exécutif d'Irstea, le 23 mars 2012 et succède ainsi à Roger Genet, qui en était directeur général pendant trois ans avant d’en devenir le premier président en février 2012. Labellisé Carnot, l’institut est alors reconnu pour ses recherches et études pour la prévention et protection des risques (inondations, avalanches, incendie..), l’évaluation de la qualité de l’eau, la préservation de la biodiversité, les systèmes durables de production de froid, la méthanisation, la robotique agricole, l’agriculture numérique et, en méthodologie de la concertation et pour l’évaluation des politiques publiques.
Comme président d'Irstea, Jean-Marc Bournigal est aussi membre du conseil d'AllEnvi et en assure depuis 2012 la vice-présidence à l’innovation, la valorisation et l’appui aux politiques publiques. Sur la base d'une présidence tournante tous les deux ans, il a assuré la présidence du réseau institutionnel de recherche européen PEER (Partnership for European Environmental Research) de 2013 à 2015, cédant la place depuis à Georg Teutsch, directeur d’UFZ.
À la suite d’une évaluation positive de l’AERES en 2013, Jean-Marc Bournigal signe un contrat d’objectifs avec les ministères de tutelles, Recherche et Agriculture, qui inscrit les recherches de l’institut dans le cadre des transitions écologique, agroécologique et énergétiques, et vise une augmentation du transfert des résultats de recherche en appui aux politiques publiques et à l’innovation.
Lors de son premier mandat à la présidence de l’Irstea (2012-2016), l’établissement participe à la polarisation régionale de la recherche publique voulue par la loi Enseignement Supérieur et Recherche de 2013 et développe des partenariats avec les acteurs nationaux et locaux pour l’ensemble de ses neuf centres. En 2016, l'Irstea lance le projet #DigitAg sélectionné Institut Convergences par le Commissariat Général aux Investissements dans le cadre des Programmes d’Investissements d’Avenir. Le projet visant à favoriser et accélérer le développement de l’agriculture numérique par la recherche et la formation réunit plus de 300 chercheurs et experts essentiellement à Montpellier. En 2016, l’activité de partenariat et de transfert de l’institut avec les entreprises est reconnu pour la 3e fois consécutive lors de la vague de labellisation Carnot 3. 
Il démissionne de la présidence de l'Irstea en juillet 2017 pour devenir directeur général de l'AGPB (Association générale des producteurs de blé et autres céréales). 

### Direction générale de l'AGPB puis de Semae
Après avoir quitté l'Irstea, Jean-Marc Bournigal devient directeur-général de l'une des associations spécialisées de la FNSEA, l'AGPB. Il reste quatre ans à la tête de l'association générale des producteurs de blé. En juin 2021, il quitte l'AGPB pour prendre le poste de directeur de Semae (ex-GNIS), l'organisation interprofessionnelle des semences et plants. 

## Travaux
Jean-Marc Bournigal a mené trois missions interministérielles successives entre 2014 et 2017, à la demande des ministères chargés de l’agriculture, la recherche, l’économie, le redressement productif ou le numérique. 
En 2014, la mission portait sur l’avenir du secteur des agroéquipements en France. En 2015, missionné avec François Houllier (PDG de l’INRA), Philippe Lecouvey (directeur général de l’ACTA) et Pierre Pringuet (Président de l’AFEP), il rédigeait un rapport, Agriculture-Innovation 2025, dressant les axes de développement d’une agriculture nationale innovante, compétitive et respectueuse de l’environnement. Dans la suite de la mission Agriculture-Innovation 2025, le rapport AgGate remis en janvier 2017 portait recommandations pour la mise en place par la profession agricole d’un portail national de données pour l’innovation en agriculture,.

## Prises de position
En avril 2017, il signe l'appel de directeurs d'instituts de recherche français à voter contre Marine Le Pen lors de l'élection présidentielle.